# Luiz Gonzaga

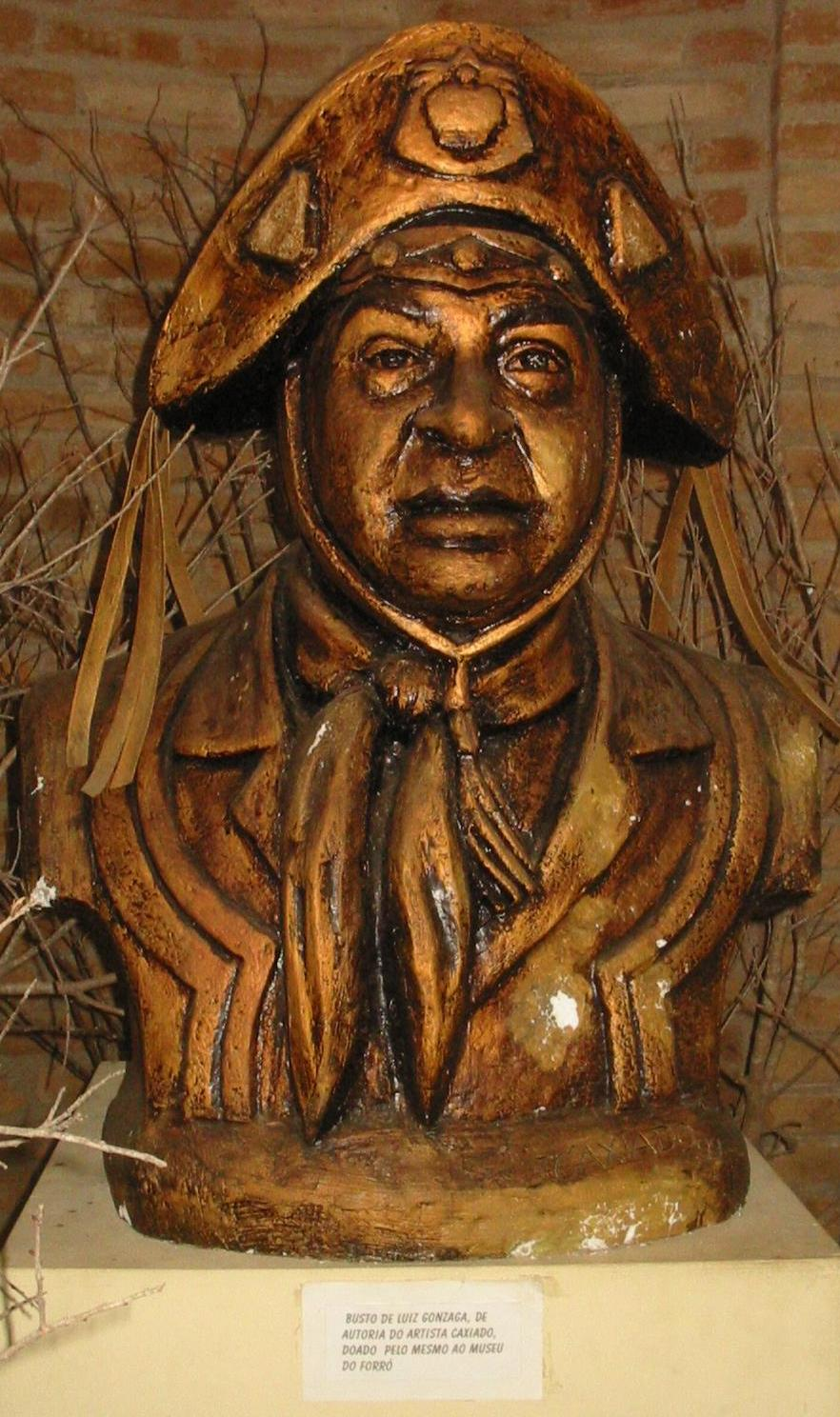
Bust a l'entrada del Museu Luiz Gonzaga. Caruaru (PE-Brasil)

Luiz Gonzaga do Nascimento (Exú, Pernambuco; 13 de desembre de 1912 — Recife, Pernambuco; 2 d'agost de 1989) va ser un compositor popular brasiler, conegut com el "rei del baião".

## Biografia
Va néixer a una hisenda anomenada Caiçara, a la falda de la Serra d'Araripe, a la zona rural d'Exú, al "sertão" (la selva interior) de Pernambuco. El lloc seria reviscut anys després a "Pé de Serra", una de les seves primeres composicions. El seu pare, Januário, treballava a la "roça" (plantació) d'un latifundi, i a les hores perdudes tocava l'acordió; també reparava l'instrument. Va ser amb ell amb qui Luiz Gonzaga va aprendre a tocar-lo. No era encara adolescent quan va passar a presentar-se a balls, "forrós" i fires, al començament acompanyant el pare. Autèntic representant de la cultura del Nord-est brasiler, va romandre fidel als orígens, fins i tot en continuar la carrera musical al sud del Brasil. El gènere musical que el va consagrar va ser el baião. La cançó emblemàtica és Asa Branca, que va compondre el 1947 amb l'advocat Humberto Teixeira, de Cearà.
Amb divuit anys, es va enamorar d'una noia de la regió i, rebutjat pel pare d'ella, un coronel, el va amenaçar de mort. Per això, Januário li va donar una pallissa; sublevat, Luiz Gonzaga va fugir de casa seva i es va allistar a l'exèrcit a Crato (Cearà). A partir d'aquí, va viatjar durant nou anys com a soldat per alguns Estats brasilers. A Juiz de Fora (Minas Gerais) va conèixer Domingos Ambrósio, també soldat i conegut a la regió per la seva habilitat com a acordionista. D'ell va aprendre importants lliçons de música.
El 1939 es va donar de baixa de l'exèrcit a Rio de Janeiro, aleshores capital del Brasil, decidit a dedicar-se a la música. Començà tocant a la zona de prostitució. Al començament de la carrera, únicament tocava solos de "sanfona" (acordió): xoros, sambes, fox i altres gèneres de l'època. El repertori consistia bàsicament a músiques estrangeres que presentava, sense èxit, a programes de principiants. Fins que, al programa d'Ary Barroso, va ser aclamat per executar "Vira e Mexe" (la primera música que va gravar a 78 revolucions per minut), un tema de sabor regional, d'autoria seva. Aquí va arribar el seu primer contracte, amb la Ràdio Nacional del Brasil. L'11 d'abril de 1945, Luiz Gonzaga va gravar la seva primera música com a cantant, a l'estudi de la RCA Victor: la masurca Dança Mariquinha, amb Saulo Augusto Silveira Oliveira, i en la dècada de 1940 va popularitzar el baião.
També el 1945, una cantant coral, Odaléia Guedes, va donar a llum un nen a Rio. Luiz Gonzaga tenia un afer amb la noia - iniciat probablement quan ella ja estava gràvida – i en va assumir la paternitat, el va adoptar i li va donar el seu nom: Luiz Gonzaga do Nascimento Júnior. Gonzaguinha va ser criat pels seus padrins, amb el suport econòmic de l'artista.
El 1948, Luiz es va casar amb Helena Cavalcanti, de Pernambuco, professora que havia esdevingut la seva secretària particular. La parella va viure unida quasi fins a la mort de "Lua". No va tenir fills, perquè ell era estèril.
Va morir d'una aturada cardiorespiratòria a l'Hospital Santa Joana de Recife (Pernambuco) i va ser sepultat al seu municipi natal.

## Heroi de la Pàtria
En virtut de la Llei Federal núm. 14.793, de 2024, el Congrés Nacional del Brasil va decretar la inscripció del cantant en el Llibre dels Herois i Heroïnes de la Pàtria, un memorial cenotàfic situat a l'interior del Panteó de la Pàtria i de la Llibertat Tancredo Neves de Brasília, creat per honorar la memòria de les persones que millor van servir en la construcció i defensa del país.